# Phong Ninh
Huyện tự trị dân tộc Mãn-Phong Ninh (giản thể: 丰宁满族自治县; phồn thể: 豐寧滿族自治縣; bính âm: Fēngníng Mǎnzú Zìzhìxiàn) là một đơn vị hành chính trực thuộc địa cấp thị Thừa Đức, tỉnh Hà Bắc, Trung Quốc. Phần phía bắc của huyện thuộc cao nguyên Nội Mông còn phần phía nam nằm ở phía nam của Yên Sơn. Nhiệt độ trung bình năm của khu vực phía bắc là 0,8 ℃, còn phần phía nam là 6,1 ℃

### Trấn
| - Đại Các (大阁镇) - Đại Than (大滩镇) - Ngư Bát Sơn (鱼儿山镇) - Thổ Thành (土城镇) | - Hoàng Kỳ (黄旗镇) - Phượng Sơn (凤山镇) - Hắc Sơn Trớ (黑山咀镇) - Thiên Kiều (天桥镇) |

### Hương
| - Vạn Thắng Vĩnh (万胜永乡) - Tứ Xá Khẩu (四岔口乡) - Tô Gia Điếm (苏家店乡) - Ngoại Câu Môn (外沟门乡) - Thảo Nguyên (草原乡) - Quật Lung Sơn (窟窿山乡) - Tiểu Bá Tử (小坝子乡) - Ngũ Đạo Doanh (五道营乡) | - Tuyển Tướng Doanh (选将营乡) - Tứ Quan Doanh (西官营乡) - Vương Doanh (王营乡) - Bắc Đầu Doanh (北头营乡) - Hồ Ma Doanh (胡麻营乡) - Thạch Nhân Câu (石人沟乡) - Thang Hà (汤河乡) - Dương Mộc Sách Tử (杨木栅子乡) |